# Olga Kuzenkova
Olga Kuzenkova (în rusă Ольга Сергеевна Кузенкова; n. 4 octombrie 1970, Smolensk, RSFS Rusă, URSS) este o fostă atletă rusă, campioană olimpică la aruncarea ciocanului.

## Carieră
Kuzenkova este prima atletă din lume care a depășit 70 m, la aruncarea ciocanului. Ea a devenit vicecampioană europeană în 1998 (în Budapesta), vicecampioană mondială în 1999 (în Sevilla) și vicecampioană olimpică în 2000 (în Sydney), iar în 2001 a devenit vicecampioană mondială în Edmonton. La Campionatul European din 2002 de la München a obținut medalia de aur, iar în 2003 a devenit vicecampioană mondială.
La Jocurile Olimpice de vară din 2004 în Atena a câștigat medalia de aur cu performanța 75,02 m. Și a câștigat din nou aur cu 75,10 m la Campionatul Mondial din 2005, titlu care i-a fost retras în 2013 pentru că a fost găsită vinovată de dopaj.
Cea mai bună performanță a ei este 75,68 m, realizată la 4 iunie 2000 în Tula.

## Realizări
| An   | Competiție           | Locație           | Loc | Note    |
| ---- | -------------------- | ----------------- | --- | ------- |
| 1997 | Universiada          | Catania, Italia   | 2   | 65,96 m |
| 1998 | Campionatul European | Budapest, Ungaria | 2   | 69,28 m |
| 1999 | Campionatul Mondial  | Sevilla, Spania   | 2   | 72,56 m |
| 2000 | Jocurile Olimpice    | Sydney, Australia | 2   | 69,77 m |
| 2001 | Campionatul Mondial  | Edmonton, Canada  | 2   | 70,61 m |
| 2002 | Campionatul European | München, Germania | 1   | 72,94 m |
| 2003 | Campionatul Mondial  | Paris, Franța     | 2   | 71,71 m |
| 2004 | Jocurile Olimpice    | Atena, Grecia     | 1   | 75,02 m |
| 2007 | Campionatul Mondial  | Osaka, Japonia    | 23  | 66,56 m |

## Recorduri personale
| Probă                | Performanță | Dată         | Locație |
| -------------------- | ----------- | ------------ | ------- |
| Aruncarea ciocanului | 75,68 m     | 4 iunie 2000 | Tula    |